# Capoverdiani in Italia
La presenza di cittadini capoverdiani in Italia risale agli anni '60. Al 2022 risiedono in Italia 3.694 escluse le naturalizzazioni. 

## Numeri
Ci sono diversi dati in conflitto circa la dimensione della popolazione del Capo Verde in Italia. Il censimento italiano del 2001 ha trovato 3.263 residenti in Italia nati a Capo Verde, di cui 628 cittadini italiani. Al contrario, il progetto Caboverde Informatics dell'Università di Massachusetts Dartmouth ha stimato che entro il 1995 la loro popolazione aveva già raggiunto i 10.000. Un altro studio ha affermato che l'Italia aveva 4.004 residenti legali del Capo Verde nel 2002. L'ambasciata del Capo Verde in Italia ha elencato 9.978 dei loro cittadini in Italia dal 2007.

## Storia migratoria
I primi migranti del Capo Verde sono arrivati in Italia nel 1957. La migrazione iniziale era quasi esclusivamente femminile. I migranti consistevano di giovani donne reclutate per il lavoro domestico in Italia dai frati cappuccini che vivono a São Nicolau, Capo Verde. Circa 3.500 erano giunti in Italia in questo modo entro la fine del 1972. I migranti si stabilirono principalmente a Roma e Napoli, con concentrazioni minori a Palermo, Milano, Bologna e Genova

## Impiego
Il lavoro domestico rimane un'importante fonte di impiego per le donne del Capo Verde, anche se la maggioranza è poi passata ad altri tipi di lavoro dipendente. Due fattori hanno limitato il passaggio dal lavoro domestico ad altre linee di occupazione come l'industria: solo un numero limitato di uomini del Capo Verde sono migrati in Italia e i Capoverdiani sono concentrati nelle parti meridionali e meno industrializzate dell'Italia, dove si trovano ad affrontare una crescente concorrenza per l'occupazione da parte degli immigrati dell'Est Europa. C'è una debole tendenza verso l'imprenditorialità e l'auto-occupazione nella comunità capoverdiana in Italia.

## Istruzione
I migranti capoverdiani avevano generalmente un basso livello di istruzio ne al loro arrivo.  L'analfabetismo non era raro. Molti migranti, tuttavia, hanno approfittato dell'istruzione offerta dalla Scuola Portoghese di Roma, ufficialmente riconosciuta dal Ministero portoghese dell'Istruzione, e sono successivamente entrati nelle università italiane.

## Integrazione sociale
In generale, i capoverdiani non hanno dovuto affrontare un alto livello di discriminazione come altri gruppi di migranti. La loro presenza in Italia è stata caratterizzata da un'invisibilità sociale e politica, che è terminata negli anni '80 e '90, quando gli italiani hanno iniziato a capire che il loro paese era diventato un importatore piuttosto che un esportatore di lavoro migrante come era stato tradizionalmente, e una maggiore attenzione pubblica si è focalizzata sulla presenza capoverdiana in Italia.
Secondo uno studio, circa la metà dei capoverdiani in Italia sono sposati con italiani. È comune che i bambini ritornino a Capo Verde per la formazione primaria e completino in seguito gli studi in Italia.
Nel 2020 l’opinione pubblica italiana fu sconvolta dall'omicidio di Willy Monteiro Duarte, il Presidente della Repubblica Sergio Mattarella gli conferì la Medaglia d'oro al valore civile alla memoria.